# Asko Järvinen
Asko Järvinen, född 1961 i Helsingfors, är en finländsk läkare specialiserad på inre medicin, infektionssjukdomar och klinisk farmakologi. Han arbetar som överläkare i Helsingfors och Nylands sjukvårdsdistrikt (HUS).
Järvinen blev en offentlig person år 2020 i samband med covid-19-pandemin. Järvinen var positiv till Institutet för hälsa och välfärds och regeringens snabba beslutfattande under pandemins utbrott i Finland, men bekymrades över beslutens omfattning och begränsning av mänskliga rättigheter som fri rörlighet. Han poängterade att enligt lagen om smittsamma sjukdomar är karantän alltid är det sista medlet att tas i bruk efter att man övervägt allt annat. Han bedömde att anledningen till att Finland kom relativt lindrigt undan pandemin var ett senare utbrott än i till exempel Sverige och att man lyckades förhindra smittspridning inom äldrevården. Vidare ansåg han att finländarnas tankar kring hygien, att hålla avstånd och dess benägenhet att plikttroget följa myndigheters rekommendationer var bidragande.
Järvinen blev tvåspråkig efter att ha misslyckats bli antagen till den finskspråkiga läkarutbildningen, men väl den svenskspråkiga. Nämnden för den språkliga minoriteten vid HUS gav sommaren 2020 Järvinen pris för sina tvåspråkiga insatser i samband med coronaepidemin.